# Ardisiandra
Ardisiandra es un género de plantas con flores con seis especies de arbustos de la familia Primulaceae, subfamilia Myrsinoideae. Comprende 6 especies descritas y de estas, solo 3 aceptadas.

## Taxonomía
El género fue descrito por Joseph Dalton Hooker y publicado en Journal of the Proceedings of the Linnean Society 7: 205. 1864. La especie tipo es: Ardisiandra sibthorpioides Hook.f. 

## Especies aceptadas
A continuación se brinda un listado de las especies del género Ardisiandra aceptadas hasta noviembre de 2013, ordenadas alfabéticamente. Para cada una se indica el nombre binomial seguido del autor, abreviado según las convenciones y usos.
- Ardisiandra primuloides Knuth
- Ardisiandra sibthorpioides Hook.f.
- Ardisiandra wettsteinii J.Wagner